# Любомир Огнянов (журналист)
Вижте пояснителната страница за други личности с името Любомир Огнянов.
Любомир Огнянов е български журналист, политически консултант и анализатор.

## Биография
Роден е в град Варна. Завършва Хуманитарна гимназия и Юридическия факултет на СУ „Свети Климент Охридски“. Има специализации по международни отношения, правораздаване и публична администрация.
Журналистическата си кариера започва като кореспондент на варненските ежедневници „Черноморие“ и „Черно море“. Оглавява новините на телевизия M SAT като главен редактор през 1999 г., а през 2001 г. е назначен за директор „Новини“ на НКТ Евроком-София. През 2001 г. започва да води първото обзорно политическо предаване в кабелна телевизия „Барометър“, а първият му гост е президентът Георги Първанов. През октомври 2004 г. е автор и водещ на политическото ток-шоу „Без цензура“, а през 2006 г. става автор и водещ на „Vox Populi“.
През 2008 г. става главен редактор на втория сезон на предаването „Пирамида“ по ТВ2, а в третия сезон е негов изпълнителен продуцент. През 2010 г. е първият продуцент на предаването за разследваща журналистика „Код:Криминално“, което стартира в ефира на PRO.BG. Пише политически анализи за вестниците „Монитор“, „Политика“, „168 часа“. През 2011 г. се присъединява към екипа на ТВ „Европа“. В края на 2013 г. става продуцент на криминалното предаване „Жега“ по ТВ7, а в началото на 2014 става и водещ на предаването. „Жега“ прави редица разследвания за търговията с наркотици, проституцията и групите за мокри поръчки в България. В края на 2014 г.
Любомир Огнянов получава наградата за документално кино „Вероника Герин“ за разследването за търговията с дрога в Перник. В края на 2015 г. Любомир Огнянов става водещ на предаването „Революция“ по ТВ7. След това започва работа в Канал 3 където води предаването „Офанзива“, а от началото на 2021 г. то се излъчва по Nova News.